# Алла Пугачова. Той самий концерт
«Алла Пугачова. Той самий концерт» — музичний фільм, в основу якого лягли зйомки ювілейного концерту Алли Пугачової під назвою «PS», що пройшов у Державному Кремлівському Палаці. Прем'єра відбулася 31 жовтня 2019 року на Далекому Сході, потім географія показів розширювалася на захід, імітуючи концертний тур артиста. 6 грудня співачка представила фільм на спеціальному показі у кінотеатрі «Жовтень». «Той самий концерт» став найкасовішим фільмом-концертом у російському пострадянському кінопрокаті. Його переглянуло понад 320 000 глядачів, а загальні збори перевищили 93 мільйони рублів. Основний дистриб'ютор стрічки — компанія «Централ Партнершип».

## Концерт «Алла Пугачова. PS»
17 квітня 2019 року в Державному Кремлівському Палаці після 10-річної перерви відбувся сольний концерт Алли Пугачової під назвою «PS». Він був присвячений 70-річному ювілею співачки. Над ним працювали: режисер Пилип Григор'ян, хореограф Єгор Дружинін, звукорежисер та саунд-продюсер Анатолій Лопатін, художник по костюмах Аліна Герман. У концерті взяли участь балерина Анастасія Волочкова (танцювала на пісні «Життя напоказ») та прем'єр Большого театру Артем Овчаренко (танцювальний номер «Свеча горела на столе»). Під час виконання пісні «Женщина, которая поёт» на сцену вийшла сім'я Пугачової: чоловік Максим Галкін, діти: Крістіна Орбакайте, Ліза та Гаррі Галкіни, а також онуки Микита Пресняков, Дені Байсаров та Клавдія Земцова.
Квитки на концерт надійшли у продаж 21 грудня 2018 року і були розкуплені за кілька годин, при тому, що їх можна було придбати лише в касах Кремлівського Палацу. За повідомленнями ЗМІ, за офіційної вартості квитків від 2 500 до 70 000 рублів, у спекулянтів та перекупників вона згодом досягала 300 000 і навіть 400 000 рублів.
2 листопада 2019 року Пугачова повторила кремлівський концерт на сцені п'ятнадцятитисячної Мінськ-Арени в Білорусії. Сет-лист мінського концерту був аналогічний московському, за винятком пісень «На коні» та «Я зможу». Теле- та кінозйомки в Мінську не проводилося, тому у фільм «Той самий концерт» увійшли записи лише з Москви.
У рейтингу, опублікованому газетою «Комерсант», шоу «PS» названо «Найпопулярнішим концертом 2019 року». Це ж видання зазначає, що касовий збір «PS» склав $1,5—2 млн, що дозволило йому зайняти 5-е місце в рейтингу «Найкасовіші концерти 2019 року» (після виступу гурту Rammstein на Великій спортивній арені, концертів Metallica, "Угруповання «Ленінград» та «Еда Ширана».
Шоу «Алла Пугачова. PS» отримало премію « Звукова доріжка» газети «Московський комсомолець» у номінації «Концерт року». Воно також потрапило до шорт-аркуша премії «ЖАРА Music Awards» у номінації «Найкраще шоу року».

## Сет-лист
У сет-лист концерту «PS» увійшли переважно нові, раніше не представлені публіці пісні: «Я сегодня обеты молчанья нарушу» (раніше в репертуарі Валентини Толкунової), «Анестезия», «На коне», «Вольная», « Жизнь напоказ» та інші; крім того, співачка включила і кілька відомих композицій, до яких сама написала музику: «Всё хорошо», «Не делайте мне больно, господа», «Святая ложь», «Женщина, которая поёт» та ін. Тільки дві пісні — «Звезда» на вірші Діоміда Костюріна та «Свеча горела на столе» на вірші Бориса Пастернака — звучали у попередній концертній програмі Пугачової — « Сни про кохання». Як епіграф використовувався фрагмент вірша «PS» Діани Балико. Він дав назву концерту, було надруковано на квитках і саме з нього починається фільм «Алла Пугачова. Той самий концерт».
| | Ти помічаєш, як час іде в постскриптум? |
| — Діана Балико Але залишаються слова... і твої фотографії..., ...і роздуми про ілюзорну свободу... |                                         |

Композицію «Мой друг» Пугачова присвятила чоловікові Максиму Галкіну, а «Серое пальто» — Володимиру Трифонову — редактору програми «Доброго ранку!» Всесоюзного радіо. Саме він помітив 16-річну співачку, запросив виступити у своїй передачі, допомагав із записом перших пісень — «Робот» (1965), «Как бы мне влюбиться» (1966), «Не спорь со мной» (1966) тощо та всіляко сприяв її кар'єрі. Наприклад, Трифонову належить ідея монтажного дуету на пісню «Великаны» (1966) виконавця-початківця з уже популярним на той момент співаком Едуардом Хілем. Самого Хіля про «дует» не проінформували, через що він згодом учинив скандал, але пісня вже звучала на Всесоюзному радіо, що також сильно полегшувало молодій Пугачовій робити перші кроки на професійній сцені.
Сет-лист кіно-версії збігається з концертним, за винятком пісні «Я смогу», яка не потрапила до фінального монтажу картини.
| Сет-лист концерту «P.S.» та фільму «Алла Пугачова. Той самий концерт» | Сет-лист концерту «P.S.» та фільму «Алла Пугачова. Той самий концерт» | Сет-лист концерту «P.S.» та фільму «Алла Пугачова. Той самий концерт» | Сет-лист концерту «P.S.» та фільму «Алла Пугачова. Той самий концерт» | Сет-лист концерту «P.S.» та фільму «Алла Пугачова. Той самий концерт»        | Сет-лист концерту «P.S.» та фільму «Алла Пугачова. Той самий концерт» |
| #                                                                     | Назва                                                                 | Автор слів                                                            | Автор музики                                                          | Примітки                                                                     | Тривалість                                                            |
| --------------------------------------------------------------------- | --------------------------------------------------------------------- | --------------------------------------------------------------------- | --------------------------------------------------------------------- | ---------------------------------------------------------------------------- | --------------------------------------------------------------------- |
| 1.                                                                    | «Я сегодня, возможно, заветы молчанья нарушу»                         | Карина Філіппова                                                      | Андрій Ктитарєв                                                       |                                                                              | 4:27                                                                  |
| 2.                                                                    | «Анестезия»                                                           | Наталья Касимцева                                                     | Олег Шумаров                                                          |                                                                              | 3:47                                                                  |
| 3.                                                                    | «Поживи в моей шкуре»                                                 | Наталья Касимцева                                                     | Дмитро Карпинчик                                                      |                                                                              | 4:11                                                                  |
| 4.                                                                    | «Всё хорошо»                                                          | Ілля Рєзнік                                                           | Алла Пугачова                                                         |                                                                              | 3:41                                                                  |
| 5.                                                                    | «На коне»                                                             | Олександр Дементьєв                                                   | Олександр Дементьєв                                                   | виконувалася в Москві, не виконувалася в Мінську                             | 3:04                                                                  |
| 6.                                                                    | «Жизнь напоказ»                                                       | Марія Якубовська                                                      | В'ячеслав Бодолика                                                    |                                                                              | 4:24                                                                  |
| 7.                                                                    | «Святая ложь»                                                         | Діомід Костюрін                                                       | Алла Пугачова                                                         |                                                                              | 5:16                                                                  |
| 8.                                                                    | «Вольная»                                                             | Константин Губин                                                      | Костянтин Губін                                                       |                                                                              | 4:54                                                                  |
| 9.                                                                    | «Тянет сердце руки»                                                   | Михайло Гуцерієв                                                      | Максим Покровський                                                    |                                                                              | 3:53                                                                  |
| 10.                                                                   | «Как-нибудь»                                                          | Олександр Розенбаум                                                   | Олександр Розенбаум                                                   |                                                                              | 5:16                                                                  |
| 11.                                                                   | «Танцевальний номер»                                                  | попурі з пісень Алли Пугачової                                        | попурі з пісень Алли Пугачової                                        | танцевальний номер на попурі пісень Алли Пугачової                           | 3:23                                                                  |
| 12.                                                                   | «Звезда»                                                              | Діомід Костюрін                                                       | Алла Пугачова                                                         |                                                                              | 5:08                                                                  |
| 13.                                                                   | «Серое пальто»                                                        | Лариса Вороніна                                                       | Ніколо Петраш                                                         |                                                                              | 5:22                                                                  |
| 14.                                                                   | «Не делайте мне больно, господа»                                      | Олександр Алов                                                        | Алла Пугачова                                                         |                                                                              | 3:58                                                                  |
| 15.                                                                   | «Что-то надо мне»                                                     | Валерій Растрига                                                      | Валерій Растрига                                                      |                                                                              | 4:06                                                                  |
| 16.                                                                   | «Соловушка»                                                           | Володимир Сушко                                                       | Наталія Платіцина                                                     |                                                                              | 5:01                                                                  |
| 17.                                                                   | «Свеча горела на столе»                                               | Борис Пастернак                                                       | Алла Пугачова                                                         | танцювальний номер прем'єра Великого театру Артема Овчаренко                 | 4:50                                                                  |
| 18.                                                                   | «Мой друг»                                                            | Вікторія Вороніна                                                     | Вікторія Вороніна                                                     |                                                                              | 3:46                                                                  |
| 19.                                                                   | «Любовь, похожая на сон»                                              | Валерія Горбачова                                                     | Ігор Крутой                                                           |                                                                              | 5:35                                                                  |
| 20.                                                                   | «Я смогу»                                                             | Джахан Поллієва                                                       | Ігор Крутой                                                           | виконувалася в Москві, не виконувалася в Мінську, не потрапила до кіноверсії | -                                                                     |
| 21.                                                                   | «Женщина, которая поёт»                                               | Кайсин Кулієв (переклад Наума Гребнєва)                               | Алла Пугачова, Леонід Гарін                                           |                                                                              | 5:54                                                                  |
| 22.                                                                   | «На землю выпала роса»                                                | Валерій Растрига                                                      | Валерій Растрига                                                      |                                                                              | 4:40                                                                  |
| 1:34:36                                                               |                                                                       |                                                                       |                                                                       |                                                                              |                                                                       |

## Реліз фільму
Фільм знято на 16-міліметрову кіноплівку. Над кіно-версією концерту працювали режисер Тетяна Гуліна, оператор Олексій Купріянов.
Прем'єра картини відбулася 31 жовтня 2019 року в Барнаулі та Благовєщенську. Першого вікенду фільм йшов у містах Далекого Сходу (Владивосток, Магадан, Хабаровськ, Південно-Сахалінськ тощо) та Сибіру (Іркутськ, Красноярськ, Новосибірськ, Томськ), потім географія показів розширювалася на захід, імітуючи концертний тур артистки. На другому тижні додалися міста Уралу (Єкатеринбург, Челябінськ, Магнітогорськ) та Приволжя (Уфа, Самара). На третьому — Кавказу та Півдня Росії (Владикавказ, Махачкала, Волгоград тощо), на четвертому тижні — Центральній частині країни (Брянськ, Калуга, Твер, Ярославль тощо). Усього фільм показали у 75 містах Росії. Тільки на п'ятому тижні фільм стали показувати в Москві та Санкт-Петербурзі. 6 грудня співачка особисто представила картину на спеціальному показі в кінотеатрі «Жовтень» у Москві.
Інформаційну підтримку стрічці надавав російський Перший канал. Протягом усього прокату в ефірі телеканалу виходили новинні репортажі про фільм, 29 листопада Пугачова дала велике 20-ти хвилинне інтерв'ю інформаційній програмі «Час», а 7 грудня вийшла програма « Сьогодні ввечері», присвячена роботі артистки у кінематографі. 1 січня 2020 року, незважаючи на прокат у кінотеатрах, «Той самий концерт» був показаний в ефірі Першого каналу. За відкритими даними компанії Mediascope, рейтинг телевізійного ефіру концерту (за дослідним регіоном «Росія» в період з 30 грудня 2019 по 5 січня 2020 року) склав 5 %, а частка глядачів — 14 %. «Той самий концерт» розташувався на 19-му місці серед «100 найбільш популярних програм серед росіян у віці старше 4 років» і на 2-му місці за жанром «Музичні програми» за цей же період. Повтор фільму-концерту відбувся 7 січня 2022 року на Першому каналі.
Під час новорічних свят у кінотеатрах демонструвалася спеціальна караоке-версія фільму, підготовлена для того, щоб глядачі могли підспівувати співачці.

## Комерційний успіх та критика
На 6-му тижні показу «Алла Пугачова. Той самий концерт» став найкасовішим фільмом-концертом російського пострадянського прокату. За 7-й вік-енд картина зібрала більше, ніж за два перші; ЗМІ назвали такий показник «унікальною ситуацією у кінобізнесі». У Росії та країнах СНД фільм переглянули понад 320 000 глядачів, а загальні збори склали 93 063 851 рубль або 1 454 123 доларів США. Прокатники зазначали, що «Той самий концерт» залучив до кінотеатрів вікову аудиторію, глядачів, які рідко ходять чи не ходять у кіно взагалі.
Незважаючи на такі показники та збори, деякі ЗМІ заявили, що фільм провалився у прокаті. У програмі «Ти не повіриш!» на телеканалі НТВ зазначили, що проєкт «не приніс Пугачовій жодної копійки», а відомості про високі збори, нібито, поширюють представники Пугачової, «щоб не вдарити обличчям у бруд». Телеканал не назвав джерело, яке підтверджує цю інформацію, згодом інші ЗМІ у своїх статтях посилалися вже безпосередньо на програму «Ти не повіриш!». Можливо, журналісти НТВ, готуючи цей репортаж, оперували цифрами перших тижнів показу, коли картина йшла у прокаті Далекому Сході, в Сибіру та на Уралі, не враховуючи специфіку показу даного проекту, що імітує концертний тур артиста. Справді, на першому тижні фільм зібрав 1 млн, на другому — 4 млн, на третьому — 5 млн, на четвертому — 3 млн рублів, але починаючи з п'ятого тижня, коли фільм стали демонструвати в Москві та Санкт-Петербурзі збори зросли до 17 млн рублів (п'ятий тиждень) і 35 млн рублів (шостий тиждень показу).
Автори рецензій вказували на малу кількість відомих, перевірених часом хітів Пугачової, яким вона віддала перевагу новому матеріалу. Для ювілейного концерту та його кіно-версії, на їхній погляд, більше підійшла б компіляція з найкращих пісень співачки. Критики також висловили подив використанню балету та підтанцьовування у виконавиці, у кар'єрі якої концерти позиціонувалися як «театр однієї співачки». Висловлювалися претензії і до якості зйомки, монтажу та подачі матеріалу, наприклад, переходи кольорових та монохромних фрагментів назвали «досить банальними».
Серед інших коментарів до фільму були зазначені: низька художня цінність, виконання деяких пісень із саундтреком, зйомка низки композицій у студійних павільйонах. Музичний критик Сергій Сосєдов зазначив:
|                  | Це не концерт, це зібраний за номерами фільм – там зібрали виступи з концертів, потім дописали у студії звук тощо. Це все пазли. Коли таке збирають, виходить нісенітниця. |
| — Сергій Сосєдов | |

Разом з тим, Сосєдов відзначив успіх картини в прокаті, охарактеризувавши його «оглушливим». З ним не погоджується член експертної ради з розвитку інформаційного суспільства при Державній думі Вадим Манукян. Він вважає, що «Той самий концерт» не є шоу ні світового, ні місцевого рівня, а тому спочатку був «приречений на провал».
Газети «Коммерсантъ» та «Московський комсомолець» назвали ювілейний концерт Пугачової та його кіно-версію — однією з головних подій 2019 року. Сама співачка за версією премії ZD AWARDS газети «Московський комсомолець» була названа головною персоною року.